# OpenOffice Math

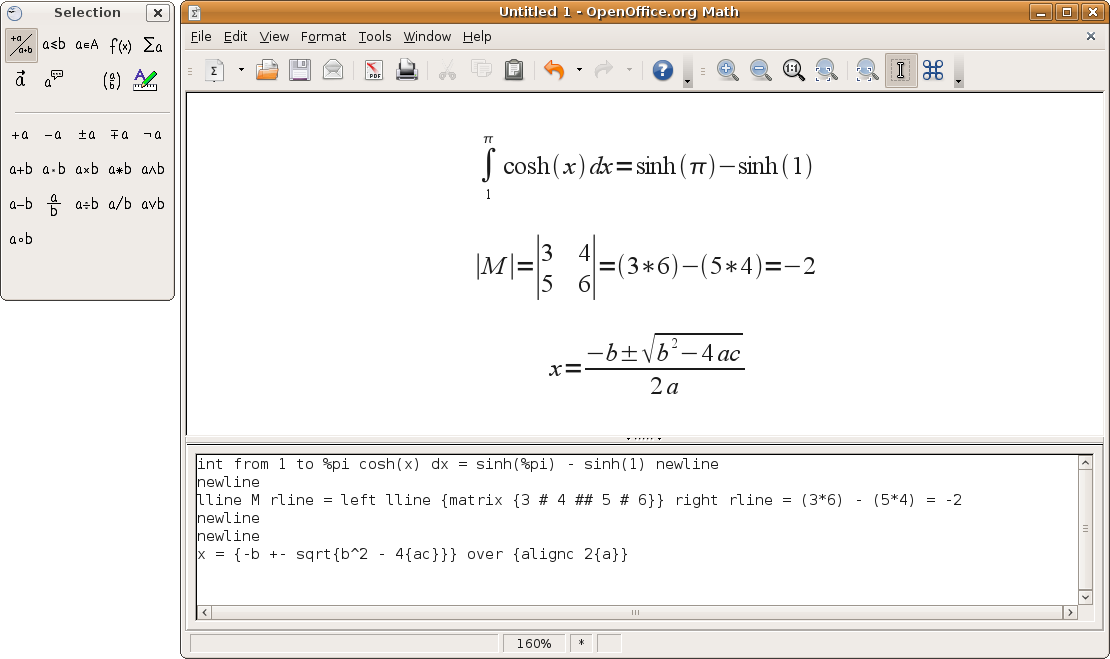

OpenOffice Math — редактор формул, входить до складу офісного пакету OpenOffice. Створені формули можна вбудовувати в інші документи OpenOffice, наприклад в текстові документи програми Writer. OpenOffice Math підтримує декілька шрифтів і може експортувати формули у формат PDF, а також підтримує формат MathML.

### Пов'язані проекти
- Dmaths [Архівовано 2 лютого 2007 у Wayback Machine.] (English page [Архівовано 19 лютого 2007 у Wayback Machine.]) — пакет розширень Math для OpenOffice.org, ліцензований під GPL
- OOoLateX [Архівовано 4 лютого 2007 у Wayback Machine.] — набір макросів OpenOffice.org для інтерграції LaTeX виразів (обговорення на OOoForum)